# Луї Барту
Жан-Луї́ Барту́ (фр. Jean Louis Barthou фр. вимова: [ʒɑ̃ lwi baʁtu]; 25 серпня 1862 — 9 жовтня 1934) — французький державний діяч, історик і публіцист.

## Біографічні відомості
Політичну діяльність почав з 1889 року.
Як прем'єр-міністр у 1913 році активно готував Францію до першої світової війни. Кілька подій призвели до його тимчасового відходу з політичної сцени. За дуже короткий проміжок часу він пережив перемогу лівих на парламентських виборах 1914 року, незважаючи на створення Федерації лівих, членом якої він був, потім оголошення війни й, нарешті, втрату свого сина на фронті через кілька місяців після цього.
Однак у 1917 році він повернув собі провідну позицію, очоливши Міністерство закордонних справ. Протягом 1920-х років продовжував обіймати важливі міністерства, такі як військове та юстиції, в коаліційних урядах республіканців.
У 1934 році обійняв посаду міністра закордонних справ. Щоб забезпечити Францію від загрози з боку Німеччини, Барту прагнув створити систему воєнно-політичних союзів (див. Антанта Мала, Східний пакт) і посилити франко-радянську співпрацю.
9 жовтня 1934 року Барту був убитий у місті Марселі під час замаху на короля Югославії Александра I, який здійснив член македонської націоналістичної організації ВМРО Владо Черноземський. Під час замаху, Барту був поранений і помер невдовзі від втрати крові. Довгий час вважалося, що Барту загинув від рук Черноземського. Але в 1974 році судово-медична експертиза встановила, що куля, яка влучила в нього, була не 7,65 мм (як в Черноземського), а калібру 8 мм, які використовували поліціянти.